# 伊豆国
伊豆国（いずのくに）は、かつて日本の地方行政区分だった令制国の一つ。東海道に属する。

## 領域
明治維新直前の領域は、現在の下記の区域に相当する。
- 静岡県
  - 熱海市の大部分（泉・泉元門川分・泉元宮上分を除く[注釈 2]）
  - 伊東市
  - 三島市
  - 田方郡函南町の大部分（日守を除く[注釈 3]）
  - 伊豆の国市
  - 伊豆市
  - 沼津市の南部（内浦重寺以南）
  - 賀茂郡東伊豆町・河津町・南伊豆町・松崎町・西伊豆町
  - 下田市
- 東京都
  - 伊豆諸島（大島町・利島村・新島村・神津島村・三宅村・御蔵島村・八丈町・青ヶ島村）

## 沿革

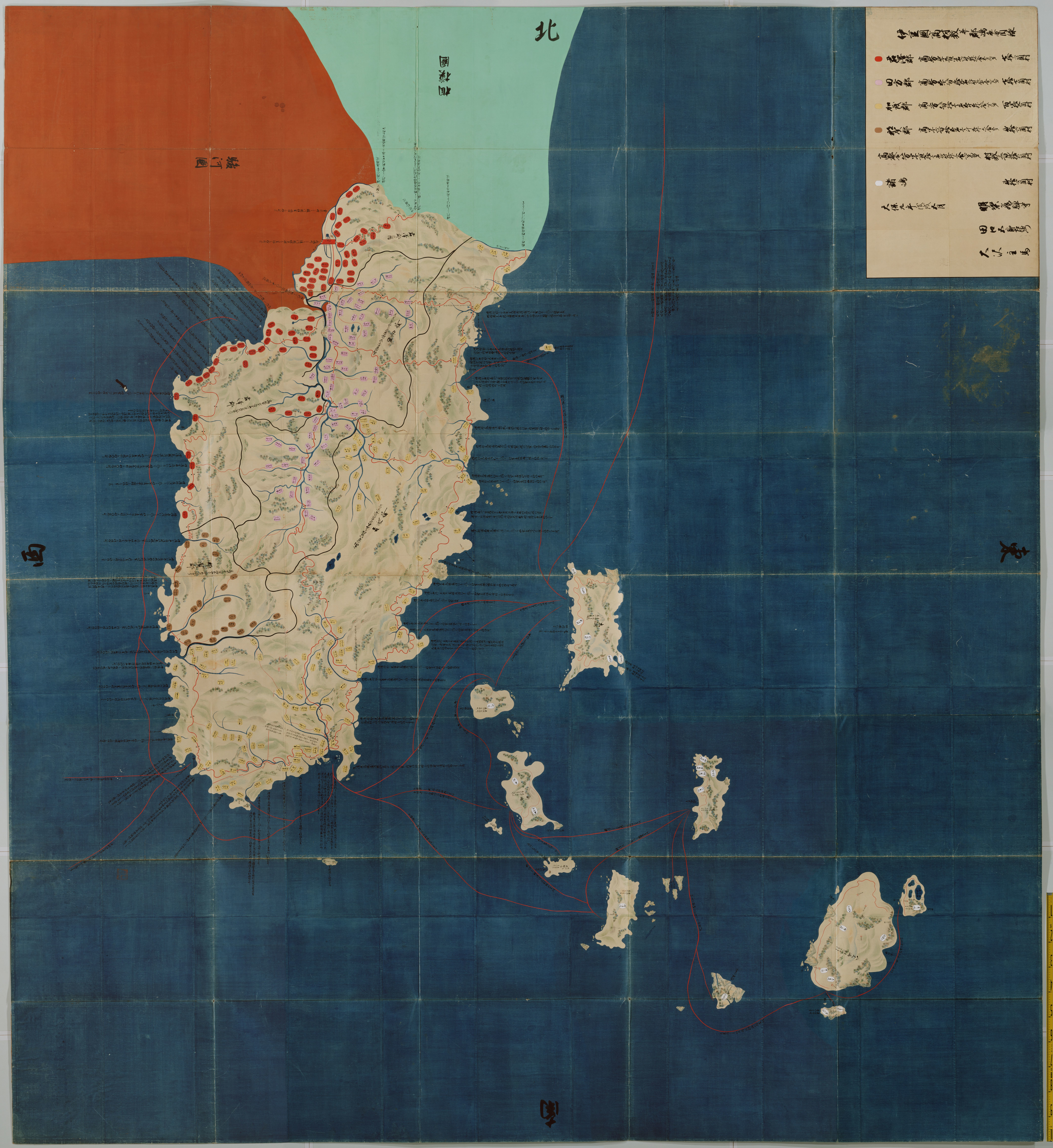
「伊豆國」（『天保國繪圖』天保9年）。原図では西が上になっているが、90度左回転させて北を上にして表示している

伊豆国の記載は記紀や六国史には見られない。「国造本紀」によれば、神功皇后の時に服部氏族の伊豆国造を定めたが、孝徳天皇の時に駿河国に合わせ、天武天皇の時に再び元のように分けたという。また『扶桑略記』によれば、天武天皇9年（680年）7月駿河国から2郡（田方郡と賀茂郡か）を分割して伊豆国としたという。また藤原宮跡出土の木簡に「伊豆国仲郡」とあることから、遅くとも和銅3年（710年）までの間に那賀郡が成立していることになる。
しかし伊豆国が成立後に一旦駿河国に併合されたという「国造本紀」の記述には積極的な裏付けがないとする意見がある。伊豆は前方後円墳や前方後方墳がそれほどなく独立勢力があったと考えにくいということから、天武天皇9年まで伊豆は駿河国の支配下にあったと考える説がある。ただし波多国造、都佐国造、島津国造、久比岐国造、洲羽国造のように国造が設置されれば必ず大型の古墳が多数築造されたわけではない。一方、賀茂郡について氏族構成などの独自性を認め、大化改新以前に伊豆国造の支配する伊豆国が存在していたとする論考もある。
律令法においては遠流の対象地となった。これは伊豆諸島が隠岐・佐渡と並んで辺境の島であると考えられ、伊豆半島はその入り口とされた事が背景にあると言われている。
戦国時代には堀越公方の足利茶々丸を攻め滅ぼし、伊勢盛時（北条早雲）が伊豆の国主となる。江戸時代（文禄から元禄の間）に君沢郡が分けられ、4郡となった。中世、金の産出では東北地方と並んでいた。
なお、伊豆諸島については律令制においては賀茂郡に属していたが、江戸時代に入ると江戸幕府の直轄とされた。

### 近代以降の沿革
- 「旧高旧領取調帳」に記載されている明治初年時点での国内の支配は以下の通り（287村・83,557石余）。幕府領は韮山代官所が管轄。藩領はすべて飛地領。なお、同帳に記載されていないが、伊豆諸島は幕府直轄であった。
  - 君沢郡（70村・22,945石余） - 幕府領、旗本領、相模小田原藩、相模荻野山中藩、駿河沼津藩
  - 田方郡（69村・25,233石余） - 幕府領、旗本領、相模小田原藩、相模荻野山中藩、駿河沼津藩、三河西端藩
  - 賀茂郡（130村・30,754石余） - 幕府領、旗本領、相模小田原藩、相模荻野山中藩、駿河沼津藩、遠江掛川藩、三河西端藩
  - 那賀郡（18村・4,623石余） - 旗本領、遠江掛川藩
- 1868年（慶応4年）
  - 5月24日 - 徳川宗家が駿河府中藩に転封。それにともない遠江・駿河・伊豆国内で領地替えが行われ、国内の荻野山中藩領、西端藩領が消滅。
  - 6月 - 小田原藩の領地替えによって国内の小田原藩領が消滅。
  - 6月29日 - 新政府が韮山代官所に韮山県を設置。幕府領・旗本領および伊豆諸島を管轄。
  - 7月13日 - 沼津藩が上総国菊間藩に転封。
- 1868年（明治元年）
  - 11月7日 - 掛川藩が上総国柴山藩に転封。
  - 以上の変更により、全域が韮山県の管轄となる。
- 1871年（明治4年）11月14日 - 第1次府県統合により全域が足柄県の管轄となる。
- 1876年（明治9年）4月18日 - 第2次府県統合により全域が静岡県の管轄となる。
- 1878年（明治11年）1月11日 - 伊豆諸島を東京府に移管。
- 1943年（昭和18年）7月1日 - 東京都制施行により伊豆諸島が東京都の管轄となる。

## 国内の施設

### 国府
国司が政務を執る国庁が置かれた国府は、『和名類聚抄』によれば田方郡にあった。仁治3年（1242年）以後に成立した『東関紀行』には、「伊豆の國府（こふ）に到りぬれば、三島の社の…」とあり、現在の三島市に鎮座する三嶋大社の近くに所在したとみられるが、国府跡はまだ発掘されていない。

### 国分寺・国分尼寺
- 伊豆国分寺跡 （三島市泉町）

塔跡は国の史跡。跡地上の最勝山国分寺（本尊：釈迦如来、北緯35度07分12.30秒 東経138度54分35.06秒 / 北緯35.1200833度 東経138.9097389度）が法燈を伝承する。
- 伊豆国分尼寺跡

未詳。三島市二日町の曹洞宗法華寺周辺の市ケ原廃寺、六ノ条廃寺などに比定される。法燈は、曹洞宗三島山法華寺（三島市東本町（北緯35度07分03.80秒 東経138度55分16.27秒 / 北緯35.1177222度 東経138.9211861度）、本尊：阿弥陀如来）が受け継ぐ。

### 神社
延喜式内社
『延喜式神名帳』には、大社5座5社・小社87座83社の計92座88社が記載されている（伊豆国の式内社一覧参照）。大社5社は以下に示すもので、全て名神大社である。
- 賀茂郡 伊豆三島神社
  - 比定社：三嶋大社（静岡県三島市、北緯35度07分20.61秒 東経138度55分07.77秒 / 北緯35.1223917度 東経138.9188250度）
- 賀茂郡 伊古奈比咩命神社
  - 比定社：伊古奈比咩命神社 （静岡県下田市、北緯34度41分37.21秒 東経138度58分22.87秒 / 北緯34.6936694度 東経138.9730194度）
- 賀茂郡 物忌奈命神社
  - 比定社：物忌奈命神社 （東京都神津島村、北緯34度12分30.65秒 東経139度08分21.77秒 / 北緯34.2085139度 東経139.1393806度）
- 賀茂郡 阿波神社
  - 比定社：阿波命神社 （東京都神津島村、北緯34度13分45.38秒 東経139度08分21.77秒 / 北緯34.2292722度 東経139.1393806度）
- 田方郡 楊原神社
  - 比定社：楊原神社 （静岡県沼津市、北緯35度05分08.19秒 東経138度52分16.40秒 / 北緯35.0856083度 東経138.8712222度）

総社・一宮以下
『中世諸国一宮制の基礎的研究』に基づく一宮以下の一覧。
- 総社：三嶋大社 （三島市大宮町）
- 一宮：三嶋大社
- 二宮：二宮八幡宮 （三嶋大社境内摂社の若宮神社、北緯35度7分20.39秒 東経138度55分6.89秒 / 北緯35.1223306度 東経138.9185806度）
三島市西若町付近からの遷座という。二宮八幡宮の遷座に伴い、浅間神社（三宮）の二宮格上げがあったとされる。
- 三宮：浅間神社 （三島市芝本町、北緯35度7分22.97秒 東経138度54分49.13秒 / 北緯35.1230472度 東経138.9136472度） - のち二宮。
- 四宮：広瀬神社 （三島市一番町、北緯35度7分21.48秒 東経138度54分42.80秒 / 北緯35.1226333度 東経138.9118889度）

そのほか、三島市北田町の楊原神社を三宮とする説、三島市大社町の日隅神社を五宮とする説がある。

### 守護所
国府に重なるか近隣にあったと推定されるが未詳。

### 安国寺利生塔
- 安国寺 - 未詳
- 利生塔 - 曹洞宗肖盧山修禅寺 （静岡県伊豆市修善寺、本尊：大日如来）

## 地域

### 郡
- 那賀郡
- 賀茂郡
- 君沢郡
- 田方郡

## 人物

### 国司

#### 伊豆守
※官位相当：従六位下※定員：1名 ※日付は旧暦のもの ※在任期間中、「」内は、史書で在任が確認できる最後の年月日を指す。
- 御長仲継（大同元年〈806年〉2月10日 - ）従五位下
- 大伴人益（大同元年〈806年〉2月16日 - ）従五位下
- （権守）藤原真夏（弘仁元年〈810年〉9月10日 - 弘仁元年〈810年〉9月15日）正四位下
- （権守）礒野王（弘仁元年〈810年〉9月15日 - ）従五位上
- 氷上河継（弘仁3年〈812年〉1月12日 - ）従五位下
- 上毛野清湍（天長11年〈834年〉1月12日 - ）外従五位下
- 飯高常比麻呂（承和7年〈840年〉1月30日 - ）外従五位下
- 高原王（承和7年〈840年〉3月5日 - ）従五位下
- 神服清継（承和12年〈845年〉1月11日 - ）外従五位下
- 高村武主（嘉祥2年〈849年〉2月27日 - ）外従五位下
- 高原王（仁寿2年〈852年〉11月7日 - ）従五位上
- 津良友（斉衡3年〈856年〉9月27日 - ）従五位下
- 善道継根（貞観3年〈861年〉1月13日 - ）従五位下
- 長峯恒範（貞観8年〈866年〉1月13日 - 866〈貞観8年〉1月23日）外従五位下
- 善道根莚（貞観12年〈870年〉1月15日 - ）外従五位下
- 山口岑世（仁和3年〈887年〉2月2日 - ）外従五位下
- 源忠（延喜15年〈915年〉1月12日 - 延喜20年〈920年〉9月21日）従五位上
- 内蔵連忠（天延2年〈974年〉4月10日 - ）
- （権守）高階信綱（長徳2年〈996年〉4月24日 - ）
- 惟宗茂経（永承8年〈1053年〉1月 - ）
- 橘則経（延久4年〈1072年〉 - ）
- 源国房（嘉保3年〈1096年〉1月23日 - ）
- 大江通国（康和6年〈1104年〉2月6日 - 「嘉承2年〈1107年〉1月19日」）
- 中原宗政（嘉承3年〈1108年〉1月24日 - 「天仁2年〈1109年〉12月24日」）
- 平祐俊（天永3年〈1112年〉1月27日 - ）
- 平経兼（永久4年〈1116年〉1月 - ）従五位上
- 源盛雅（保安5年〈1124年〉1月22日～大治2年〈1127年〉12月重任 - ）
- 藤原為兼（天承2年〈1132年〉1月22日 - ）
- 藤原信方（久安4年〈1148年〉1月28日 - 仁平元年〈1151年〉）
- 藤原経房（仁平元年〈1151年〉7月24日 - 保元3年〈1158年〉11月26日）従五位下→従五位上
- 平義範（保元3年〈1158年〉11月26日 - ）従五位上
- 源頼政（平治元年〈1159年〉12月10日 - ）従五位上
- 源仲綱
- 源頼兼
- 源頼貞
- 源政義
- 源氏兼
- 源頼隆従五位下
- 新田（山名）義範 （文治元年（1185年）8月任官 - 建久6年（1195年）10月7日以後不明）
- 森頼定正五位下
- 森氏清

#### 伊豆介
- 工藤茂光
- 北条時方
- 北条時政

### 守護

#### 鎌倉幕府
- 1185年 - 1195年 : 北条時政
- 1210年 - 1219年 : 北条義時
- 1227年 - 1231年 : 北条泰時
- 1272年 - 1279年 : 北条時宗
- 1279年 - ? : 北条時守
- 1292年 - 1311年 : 北条貞時
- 1311年 - 1333年 : 北条高時

#### 室町幕府
- 1337年 - 1338年 : 石塔義房
- 1346年 - 1349年 : 上杉重能
- 1349年 - 1351年 : 高氏
- 1351年 - ? : 石塔義房
- 1352年 - 1361年 : 畠山国清
- 1362年 - 1367年 : 高坂氏重
- 1369年 - 1376年 : 上杉能憲
- 1376年 - 1394年 : 上杉憲方
- 1395年 - 1412年 : 上杉憲定
- 1417年 - 1418年 : 上杉憲基
- 1419年 - 1439年 : 上杉憲実

### 戦国時代

#### 戦国大名
- 後北条氏：1493年、初代北条早雲が伊豆に討ち入り、1497年には平定した。後に相模小田原に本拠を移し、関東8カ国250万石の大大名となるが、1590年豊臣秀吉に敗れ戦国大名としての北条家は滅亡

#### 豊臣政権の大名
- 徳川家康：1590年、北条氏の旧領を受け継ぎ、伊豆も家康の領国となった
  - 内藤信成：韮山1万石、1590年 - 1601年（関ヶ原の戦い後、駿府藩4万石に移封）

### 武家官位としての伊豆守
- 武田信政：甲斐武田氏第六代当主。
- 武田信武：甲斐武田氏の第十代当主。
- 武田信春：甲斐武田氏の第十二代当主。
- 荒川長実
- 竹中重利
- 真田信之（文禄2年〈1593年〉9月1日 - 万治元年〈1658年〉7月16日）従五位下→従四位下。上野国沼田藩藩主→信濃国松代藩藩主。
- 松平信綱（元和9年〈1623年〉12月30日 - 寛文2年〈1662年〉3月16日）従五位下→従四位下。老中。武蔵国忍藩藩主→武蔵国川越藩主。知恵伊豆。
- 真田幸道（寛文9年〈1669年〉12月25日 - 享保12年〈1727年〉5月27日）従五位下→従四位下。信濃国松代藩の第三代藩主。
- 松平信輝（寛文12年〈1672年〉12月28日 - 宝永6年〈1709年〉6月18日）従五位下。武蔵国川越藩主→下総国古河藩主→遠江国浜松藩主。
- 松平信祝（宝永6年〈1709年〉7月1日 - 延享元年〈1744年〉4月19日）従五位下→従四位下。老中。遠江国浜松藩主。
- 永井直陳（1714年〈正徳4年〉12月28日 - ）従五位下
- 真田信弘（享保12年〈1727年〉7月19日 - 享保15年〈1730年〉7月22日）従五位下。信濃国松代藩の第四代藩主。
- 松平信復（延享元年〈1744年〉6月10日 - 明和5年〈1768年〉9月22日）従五位下。三河国浜松藩主→三河国吉田藩主。
- 真田信安（延享元年〈1744年〉6月18日 - 宝暦2年〈1752年〉4月29日）従五位下。信濃国松代藩の第五代藩主。
- 真田幸弘（宝暦5年〈1755年〉12月18日 - 天明3年〈1783年〉4月18日）従五位下。信濃国松代藩の第六代藩主。
- 松平信礼：（明和5年〈1768年〉12月17日 - 明和7年〈1769年〉6月20日）従五位下。奏者番。三河国吉田藩主。
- 松平信明（安永6年〈1777年〉12月18日 - 文化14年〈1817年〉9月29日）従五位下→従四位下。老中。三河国吉田藩主。小知恵伊豆。
- 真田幸専（文政6年〈1798年〉 - 天保8年〈1837年〉）信濃国松代藩の第七代藩主。
- 市橋長発（1814年? - 1822年?）従五位下近江仁正寺藩第8代藩主。
- 松平信順（文化14年〈1817年〉10月 - 天保13年〈1842年〉12月）従五位下→従四位下。老中。三河国吉田藩主。
- 真田幸貫（文政6年〈1823年〉10月 - 天保8年〈1837年〉1月）従五位下。老中。信濃国松代藩の第八代藩主。
- 松平信宝（天保13年〈1842年〉12月 - 天保15年〈1844年〉）従五位下。三河国吉田藩主。
- 松平信璋（天保15年〈1844年〉12月 - 嘉永2年〈1849年〉）従五位下。三河国吉田藩主。
- 真田幸教（嘉永2年〈1849年〉12月 - 嘉永5年〈1852年〉5月）従五位下。信濃国松代藩の第九代藩主。
- 松平信古（嘉永2年〈1849年〉12月 - ）従五位下→従四位下。大坂城代。三河国吉田藩主。